# Solo un uomo (album Niccolò Fabi)
Solo un uomo è l'ottavo album in studio del cantautore italiano Niccolò Fabi, pubblicato il 29 maggio 2009 dalla Universal Music Group.

## Il disco
Prima pubblicazione di Fabi dopo la separazione dalla Virgin Records, Solo un uomo contiene 10 tracce inedite, compreso il singolo apripista che porta il titolo dell'album, Solo un uomo. La canzone era stata presentata per partecipare al Festival di Sanremo 2009, venendo scartata perché ritenuta «troppo triste e malinconica».
All'interno del disco sono presenti varie collaborazioni con musicisti come: Roberto Angelini, i Mokadelic, Enrico Gabrielli, Rodrigo D'Erasmo. Il brano Aliante, terzo singolo estratto, è scritto a quattro mani con il cantautore romano Pino Marino.

## Tracce
1. Solo un uomo – 4:11
2. Attesa e inaspettata – 7:11
3. La promessa – 5:28
4. Fuori o dentro – 5:10
5. Aliante – 4:32
6. Successo – 4:52
7. Parti di me – 5:50
8. La mia fortuna – 4:35
9. Questo pianeta – 5:25
10. Parole che fanno bene – 5:40